# Nives Ambruš
Nives Ambruš (Zagreb, 11. ožujka 1986. - ), hrvatska taekwondoašica, članica hrvatske taekwondo reprezentacije, s kojom je nastupila na Olimpisjkim igrama u Pekingu 2008.

## Životopis
U rodnom Zagrebu završila je osnovnu školu i glazbenu školu te Klasičnu gimnaziju. Učila je grčki i latinski, a služi se engleskim i španjolskim. Diplomirala je fiziku i matematiku na Prirodoslovno-matematičkom fakultetu u Zagrebu. Svira violinu i glasovir, a majka joj je profesorica glazbe i orguljašica. Otac joj je novinar, a sestra Mirta diplomirana defektologinja i baletanka. Taekwondoom se bavi od listopada 1999. godine, kada se upisala u KK Kondor. 

## Sportski uspjesi
- U proljeće 2004. osvojila je treće mjesto na Otvorenom prvenstvu Njemačke
- 2005. osvojila je drugo mjesto na prvenstvu Francuske u Parizu.
- 2006. godine pobijedila je na Otvorenom prvenstvu Belgije u Gentu, a na europskom prvenstvu u Bonnu iste godine osvojila brončanu medalju.
- 2009.,[1] 2011., 2012. i 2013. osvajala je treća mjesta na Croatia Openu.[2]
- 2010. i 2012. osvojila je brončanu medalju na Austrian Openu u Innsbrucku.[3]
- 2014. na Belgian Openu u Lommelu osvojila je srebrnu medalju.[2]
- 2011., 2012. i 2013. na Serbian Openu osvojila je srebrnu, a 2014. brončanu medalju.[2]